# 詹姆斯·布雷克 (網球)
詹姆斯·雷利·布莱克（英語：James Riley Blake，1979年12月28日—），哈佛大学经济学系肄业生，美國職業網球運動員（1999年－），截至目前最高單打排名為世界第4。其在硬地赛事的表现曾被公认为“翻版阿加西”。

## 外部連結
- 官方网站
- 官方网站
- 詹姆斯·布雷克（英文/西班牙文）的官方資料
- 詹姆斯·布雷克 (網球)的國際網球總會 職業／青少年 官方資料（英文）
- 詹姆斯·布雷克的官方資料（英文）